# 雄中自衛隊
高雄中學自衛隊，1947年在二二八事件發生期間，在高雄組成的武裝學生自治團體，成員以台灣省立高雄第一中學（雄中）的學生李榮河和陳仁悲等人為首，除雄中學生之外，成員還包括高雄工業職業學校（雄工）、高雄商業職業學校（雄商）和高雄女子中學（雄女）等校學生。這群學生組成的自衛團體，巡視學校周邊，以保持秩序，同時保護了許多受威脅的外省人。
在二二八事件結束後，這群學生被認為受到日本教育毒害而反對政府，這段歷史因此在白色恐怖時期的氣氛下而被掩蓋。在解嚴之後，經台灣史學者許雪姬、方惠芳、吳榮發和林秀玲等人的研究，此段歷史依據口述歷史逐漸還原，開始受到各界重視。

## 概論
二二八事件發生時，以台灣省立高雄第一中學（今雄中）為首的學生李榮河、陳仁悲等人曾與少數高雄工業學校（雄工）、高雄商業學校（雄商）和高雄女中（雄女）的學生集結，於1947年3月4日成立自衛隊維持學校附近治安，以雄中為臨時收容所，介入並保護生命遭暴民威脅的外省人。自衛隊曾於3月5日攻擊當時遭到憲兵把持的高雄火車站以恢復糧食運輸，經交涉與憲兵達成停火協議，並於3月6日國軍鎮壓前接獲消息而自行解散返家。3月7日清晨由於當夜的大雨，高雄要塞司令彭孟緝無法確定高雄中學是否仍有學生火力，遂下令對校舍以迫擊砲和要塞砲開火，使雄中成為全臺灣唯一遭受軍隊攻擊的學校:p121。事後官方對於參與學生寬大處理，不過卻宣稱握有自衛隊叛亂的證據、認定自衛隊拘禁外省人甚至綑綁之作為沙包。:p60,79。因為參與者害怕被追溯往事而定罪而無以公開自白:p80，直到解嚴後，經由許雪姬、方惠芳訪問當時參與者、吳榮發和林秀玲的訪問與研究、以及2010年高雄市政府文化局在雄中舉辦「二二八事件與雄中自衛隊」座談會等追憶活動，才逐漸還原雄中自衛隊歷史。

## 事件背景
由1945年8月15日日本簽署《終戰詔書》投降至台灣省行政長官公署1945年10月5日抵達設立前進指揮所之間，臺灣曾經歷一個多月的短暫無政府時期。高雄中學（雄中）同年9月中旬已開始上課，除極少數日籍教師繼續留用之外，從校長到各教師幾乎都換成臺灣人，民主風氣大開。戰後高中部第一屆的柯旗化回憶「不只臺籍老師，連日籍老師也開始講究民主作風，尊重學生的人格……言論完全自由，任何事情都可以討論。我們初次嘗到沒有約束的自由生活，覺得很幸福。四年級的學生大都留頭髮以象徵自由…… 」:p20。學校曾經要求學生剪掉頭髮，但被學生認為「新的自由時代已經來臨，卻不能留頭髮，我覺得好像又回到軍國主義時代，令人悲哀。」於是當時作風開明、擔任戰後第一屆雄中校長的林景元與教務主任順應學生的要求，答應高二生可以留長髮:p20。
二戰結束前，高雄的中等教育學校如雄中、高雄工業學校（雄工）和高雄商業學校（雄商）等校平時即有互動密切且結構嚴謹的學生聯盟:p33。戰後初期那一批歷經日治時期／國民政府政權交替的臺灣學生，大多對於來行政長官公署抱持不信任、對於中華民國軍在台部隊的形象感到失望:p39，也對外省人引進的教育制度和學校結構的調整，包括教師素質良莠不齊以及行政人員態度不佳等萌生不滿:p23。在二二八事件發生前，雄工和高雄女中（雄女）就曾罷課，雄中、雄工和雄商等各校也曾因為火車站人員態度惡劣而聯合抗爭:p23-24。

## 自衛隊的成立與運作

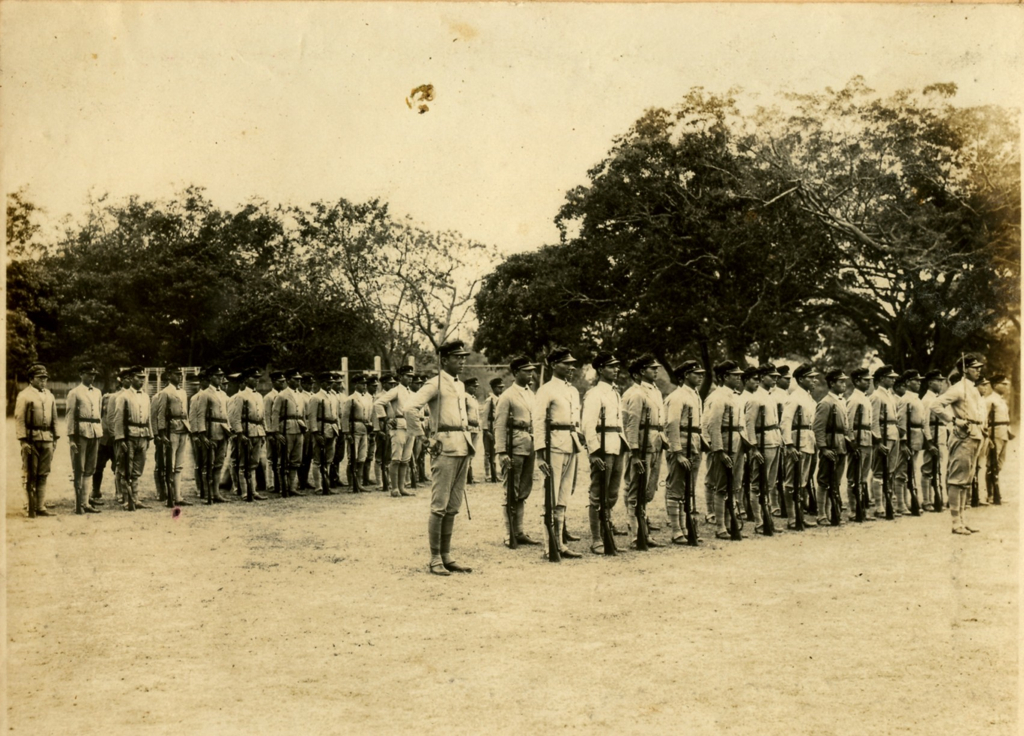
日治時期高雄中學校學生軍事訓練。雄中隊成員中，許多曾在日治時期接受過軍事訓練。

二二八事件消息傳開，隔天高雄地區即出現普遍的混亂。雄中、雄工、雄商等校的學生聯盟素有緊密的聯繫，當時偏遠地區就學的學生大多住在學校裡:p40，由於雄中瀕臨火車站為南部地區交通要樞，學生聯盟遂聚集於雄中商討應對之策。當時擔任高雄中學學生自治會會長方振淵，召集全校學生於大禮堂集合，報告台北爆發228的訊息，並領全體同學向被害同胞致哀。因情勢緊張，決議成立學生自衛隊，雄中高年級棒球隊員的學生李榮河、陳仁悲等人因時常擔任各種學生團體的領袖:p38，於同年3月4日主導成立自衛隊，被眾人推舉為隊長及副隊長:p44。當時男性學生在先前日本軍國主義的教育下，普遍接受過軍訓，少數甚至曾被日軍徵召至戰場而有實戰經驗:p34。李榮河和陳仁悲等人延續日治時期學長學弟制高年級帶領低年級生的風格，基於保護學校以及維持地區為由，抱著「在大時代變動中學生們可以做些什麼」的念頭，帶領雄中、雄商和雄工的學生主動出面維護附近治安:p40。雄女的學生則是因為雄中學生潘牧民的妹妹號召而加入，共十餘位，擔任後勤支援和製作飯糰的工作:p49。
學校因二二八事件停課後，大部分師生皆沒有到校。自衛隊成立後，當時訓導主任張木火基於管理學生的職責短暫留在校園，因學生缺乏糧食，曾指揮學生至華南銀行搬米，由雄女學生做飯糰給大家吃。國語教師李碩楷、高雄工校電工科教師潘作宏等，怕學生走上歧路也曾留在校園行監督之責。不過雄中高二生領導的自衛隊的自主性非常強，當時校園內人士有些雜亂，不少學生也對他校教師不熟，所以師長們大多只能在旁陪同、關心 ，無法介入太多:p45。
自衛隊擁有槍械。武器來自雄中軍械庫日治時期的軍訓用槍、畢業學長從岡山帶來的十餘支三八式步槍、夜晚從警察局拿來三八式步槍和卡賓槍，還有從陸軍倉庫拿走的子彈、手榴彈和催淚彈。這些槍枝多半無法使用，經由臺南工學院（今國立成功大學）的學長整理後殺傷力仍然有限:p47。自衛隊拒絕其他欲推翻政府的勢力——如涂光明等人的加入或介入:p46，除了維護校園安全，自衛隊也同情收容被毆打的無辜外省人。例如由雄工學生開車、雄中學生押車，把在鐵工廠、煉鋁工廠等公家機關高階的外省人，陸續載進校園安置於保護所:p49。也曾有一位母親帶著一個看起來像公務員的兒子，手提一大袋的臺幣鈔票要求保護。留守的陳仁悲當眾請夥伴們將他們帶往保護室，並將鈔票立即燒毀:p49。相較於校外的混亂，雄中內被庇護的外省人相當安全，學生吃什麼他們也就跟著吃什麼。當時建國路上的商家還主動提供食物和日用品給學生:p50。

### 與國府軍的衝突
3月4日下午，高雄要塞司令彭孟緝下令派出巡邏隊，見聚會民眾便開槍射殺。3月5日，高雄要塞軍隊開始以八門漢十式七五山炮對市區展開砲擊，並向鼓山一路一帶進行掃射、封鎖。
因高雄火車站被國府憲兵佔領，原依賴鐵路運輸的糧食無法供應，將嚴重影響高雄地區糧食供應，自衛隊3月5日決定組織「決死隊」（敢死隊）計畫驅逐駐紮車站的憲兵隊 。涂光明等人獲悉後，再度表示希望聯合軍事行動，不過同樣遭到拒絕:p47。當日早上10點自衛隊穿著制服、學生帽 ，配戴日本刀和手榴彈（少數學生則攜帶步槍），兵分三路進攻高雄火車站:p53。因自衛隊武器不如裝備美援武器的憲兵，戰術和施用武器的熟練度也不足，隊伍組成如烏合之眾的情形下，最後由與憲兵隊長交好的高雄一中父兄會會長陳啟清出面和憲兵達成停火協議，不過一名學生顏再策仍在交戰過程中中彈，送回學校醫務室已不幸身亡:p55-56。
3月6日，彭孟緝逮捕凃光明等七名談判代表，決定發動鎮壓行動，高雄中學被列為其中的重點區域。陳國儒部隊攻進市政府，向市政府內丟擲手榴彈，各界代表與市民當場有四、五十人喪命。同時以手榴彈及步槍，對愛河及市府地下室內躲藏的民眾開槍。何軍章部隊進攻高雄火車站與高雄中學，軍隊包圍火車站地下道兩端出入口，對躲藏在地下道的民眾開槍，接著進入高雄中學。自衛隊接獲鳳山的軍隊即將進攻雄中的消息後，深知敵眾我寡，手上亦沒有足夠且堪用的武器，開始解散。傍晚時分，自衛隊員僅剩十餘人，趁著當晚的大雨掩護，高二生帶領高一生到三塊厝附近，解散後各自返家。軍方無法確定高雄中學內的武力情況，於是以六零砲砲擊校園，但當晚校園中已沒有任何學生的武裝力量:p57-58， 僅剩下兩千多名避難的外省人:p60。
3月7日，再調來兩門美式八一迫擊砲支援，四門迫擊砲由高雄火車站屋頂向雄中射擊，同時也以要塞砲攻擊雄中。最後派出兩營步兵攻堅，將躲藏在高雄中學的民眾完全掃除。其結果就是現在雄中紅樓東側的紅磚約50公分的坑洞:p58，高雄中學也成為二二八事件當中唯一遭受國府軍攻擊的學校:p121。

## 事後政府與學校處置
二二八事件後，中華民國政權未嚴厲追究參與自衛隊的學生，卻將自衛隊的出現歸結為「受了日本奴化教育的毒害」，透過報章媒體加以撻伐譴責:p70-71。事後每班的學生都要到市府前面的運動廣場聽訓，由彭孟緝或其參謀講話；參與的學生則被要求寫自白日記。為首的李榮河、陳仁悲、林芳仁等人於解嚴後接受訪問時，回憶校方並沒有對他們加以嚴厲追究:p74。
當時有些參與的學生如林芳仁等因深怕被處決不敢回校報到，直到事件平息一個多月後才陸續返校復學:p72-73，為此戰後第一屆雄中校長林景元因「領導無方」被逮捕，5月1日才被釋放然後被迫離職:p68。其子林有義（當時同樣被逮捕）回憶父親被釋放後的心境是「鬱鬱寡歡」，不復過去之熱衷關心國事。林景元日後將全部心力投入編纂、著作與教學，輾轉經歷臺南工學院講師、臺北市立女子初級中學（今臺北市立金華國中）校長、臺灣省教育廳督學，並曾任臺灣書店編審等各職:p23,28。事後官方將此次事件定調為學生有計畫地推翻政府，並宣稱握有「學生軍組織表」、「告親愛的同胞書」、「高雄學生聯合軍本部關防」等煽動的證據、認定學生們拘禁一千多名外省人並綑綁部份作為沙包:p60,79。

## 解嚴後
隨著解嚴之後，當時參與的學生不再因為害怕公開透露實情而被追溯定罪:p80，透過學者們的研究才加以逐漸向大眾還原歷史真相。經由許雪姬、方惠芳的訪問，當時的進攻雄中的步兵連長王作金，回憶到「我們步兵班進入高雄第一中學校園捜索後，未發現有人傷亡，也沒有看到有外省人被綁在窗口，以後便退回火車站。」而當時的自衛隊參與者受訪時也回憶根本未見過任何學生軍組織編制表、關防、標語、口號等，顯見上述彭孟緝等人的說法及證物若非張冠李戴即為偽造出來，意在誇大學生的數量並聲稱自衛隊有組織地策劃推翻政府:p52,60,79。隨後吳榮發、林秀玲的訪問，以及林秀玲的研究也支持此論點。
近期相關的緬懷與追憶的活動包括：
- 2009年4月14日，高雄市議員蕭永達主張有關二二八的歷史敘述中，對於挺身保衛家園，英勇戰死的高雄中學自衛隊，至今無人聞問，其歷史意義無法獲得彰顯，非常可惜，因而展開還原歷史真相的工作。
- 2010年12月26日，高雄市政府文化局在雄中舉辦「二二八事件與雄中自衛隊」座談會，由許雪姬教授主持，自衛隊副隊長陳仁悲現身說明。
- 2012年5月4日，高雄市議會議長許崑源頒發表揚狀給雄中自衛隊學生，雄中自衛隊副隊長陳仁悲與隊員林芳仁代表領取表揚狀，老議長陳田錨也以陳仁悲同學的身分出席見證歷史。
- 2012年7月20日，由高雄市議員蕭永達出資，邀請臺灣戲劇表演家劇團，以雄中自衛隊故事為主題，演出舞台劇《天若光》，演出地點在高雄市文化中心至德堂。
- 2013年2月26日，高雄西區扶輪社結合高雄民間社團，與高雄市歷史博物館高雄中學共同舉辦「改寫歷史『二二八高雄中學自衛隊』座談會」。會中由高雄中學吳榮發主任發表研究成果「青春進行曲：二二八高雄中學自衛隊」，並邀請中央研究院臺灣史研究所許雪姬教授擔任綜合座談引言人。
- 2013年10月29日，高雄市議會頒發感謝狀給雄女校長黃秀霞及雄中老師吳榮發，並倡議明年雄中、雄女、雄工、雄商4校會師，紀念二二八雄中自衛隊。
- 2014年2月25日，為了發揚二二八高雄中學自衛隊之愛鄉、愛校及勇於承擔時代使命與社會責任之精神與價值，在高雄中學舉辦「2014紀念二二八雄中自衛隊──雄中 雄女 雄工 雄商四校首度會師」活動。邀集二二八時參加雄中自衛隊的高雄中學、高雄女中、高雄高工、高雄高商等四所學校，共同參與，現場並簽署「聯合宣言」，此為二二八事件後四校首度會師，別具歷史傳承意義。
- 2015年2月26日，在高雄中學舉辦「公義和平二二八‧從『雄中自衛隊』出發」活動。會中特別邀集當年雄中自衛隊副隊長陳仁悲先生與高雄中學、高雄女中、高雄高工、高雄高商等四所學校的學生共同參與。現場播映全臺灣首部「雄中自衛隊」紀錄短片《公義和平二二八‧從「雄中自衛隊」出發》，並由見證者陳仁悲先生帶領雄中、雄女、雄商、雄工四校學生代表共同簽署誓詞，深具歷史傳承意義。
- 2016年3月1日，雄中學生聯合自治會首度發起228紀念系列活動，即日起至3月11日，在高雄中學校內第二棟東側牆面與第一、二棟間走廊舉辦雄中自衛隊紀念展，介紹雄中自衛隊的故事。
- 2017年3月4日，高雄西區扶輪社聯合雄中、雄女、雄商、雄工四校學生，舉辦英雄返校、雄中自衛隊出巡活動。
- 2018年3月4日，高市議員蕭永達與高雄西區扶輪社、台北北門扶輪社，共同主辦「英雄返校─雄中自衛隊出巡」活動，邀當年雄中學生、91歲的陳仁悲和方振淵，帶領雄中、雄女、雄工、雄商4校學生，從雄中步行至高雄車站，重現當年巡視路線。

### 引用
1. 1 2 3 4 5 6 7 8 9 10 11 12 13 14 15 16 17 18 19 20 21 22 23 24 25 26 27 28 29 30 31 32 33 34 35  吳榮發.  (PDF). 高雄: 高雄市立歷史博物館. 2013. （原始内容 (PDF)存档于2014-03-16） （中文（臺灣））.
2. 1 2  許雪姬、方惠芳訪問，吳美惠等紀錄. . 臺北: 中央研究院近代史研究所. 1995 （中文（臺灣））.
3. 1 2  林秀玲，〈高雄中學與「二二八事件」〉（國立台灣師範大學歷史所碩士論文，2003年）。
4. ↑  .   [2016-03-11]. （原始内容存档于2017-08-16）.
5. ↑  林秀玲.  (PDF). 2012  [2014-03-16]. （原始内容 (PDF)存档于2014-03-16） （中文（臺灣））.

## 外部連結

### 相關報導
| - 議員主張二二八正義從雄中自衛隊出發 - 還原歷史真相 昔日雄中自衛隊登維基百科 - 捍衛生命 雄中自衛隊獲表揚 （页面存档备份，存于） - 還原雄中自衛隊歷史 獲表揚 （页面存档备份，存于） - 4校會師雄中 紀念228學生自衛隊 （页面存档备份，存于） | - 《愛校、愛鄉、愛自由》雄中自衛隊精神 4校生宣誓傳承 - 雄中自衛隊紀錄片發表 副隊長見證 （页面存档备份，存于） - 二二八將到 雄中播映短片 - 228彈孔留牆 雄中辦自衛隊紀念展 （页面存档备份，存于） - 高雄中學回顧228 辦「雄中自衛隊紀念展」 （页面存档备份，存于） - 雄中自衛隊暨228紀念 學聯會：了解過去、省思未來 （页面存档备份，存于） - 紅樓彈痕 見證「雄中自衛隊」 （页面存档备份，存于） - 雄中自衛隊展 傳承228包容精神 （页面存档备份，存于） - 紀念228! 71年前自衛隊再出巡 （页面存档备份，存于） - 雄中自衛隊出巡 91歲學長帶學弟妹重現歷史 （页面存档备份，存于） |

### 紀錄短片
- 公義和平二二八‧從「雄中自衛隊」出發 （页面存档备份，存于）